# Paulette Hamilton
Paulette Adassa Hamilton (née le 23 novembre 1962) est une femme politique britannique qui est députée de Birmingham Erdington depuis 2022. Elle est membre du Parti travailliste et est la première députée noire à siéger dans une circonscription de Birmingham.

## Carrière
Hamilton est membre du conseil municipal de Birmingham, siégeant pour le quartier Holyhead depuis 2004. Elle est membre du cabinet du conseil municipal de Birmingham pour la santé et les soins sociaux depuis 2015.
Elle travaille comme infirmière du NHS pendant 25 ans, principalement comme infirmière de district mais aussi comme gestionnaire et pour le Royal College of Nursing. Elle retourne au travail pendant la Pandémie de Covid-19 pour vacciner les gens à Birmingham.

## Vie privée
Hamilton est née dans une famille ouvrière d'origine jamaïcaine. Son père, un ouvrier d'usine, est décédé moins d'une semaine après sa sélection comme candidate à l'élection partielle de 2022. Elle vit dans la circonscription d'Erdington depuis 1987. Elle est mariée à Dennis, qui fabrique et vend des chapeaux dans le centre-ville de Birmingham, et a cinq enfants, un beau-fils et six petits-enfants.